# سان بنديكت أولانو
سان بينيديتو أولانو (Arbëreshë الألبانية: Shën Benedhiti) هي مدينة وبلدية Arbëreshë في مقاطعة كوزنسا في منطقة كالابريا بجنوب إيطاليا.
تحتوي مقاطعة كوزنسا على مجتمع من المتحدثين باللغة الأوكيتانية (المعروف أيضًا باسم Langue d'oc) في Guardia Piemontese: تم تشكيلها من قبل أعضاء حركة Vaudoi أو Waldensian، الذين انتقلوا إلى كوزنسا لتجنب الاضطهاد الديني، في القرنين الثالث عشر والرابع عشر.
تعود الآثار الأولى للاستيطان البشري في المنطقة إلى أوائل العصر الحجري القديم. تشمل هذه المواقع كهف روميتو في باباسيديرو، بما في ذلك اللوحات الجدارية للبقريات.

## وصلات خاجية
- الموقع الرسمي